# Megadontomys thomasi
Megadontomys thomasi es una especie de roedor de la familia Cricetidae.

## Distribución geográfica
Se encuentra sólo en México.  